# Lijst van draadwormslangen
Onderstaand een lijst van alle soorten slangen uit de familie draadwormslangen (Leptotyphlopidae). Er zijn 142 verschillende soorten die verdeeld worden in twee onderfamilies en veertien geslachten. Twee geslachten zijn monotypisch en worden slechts vertegenwoordigd door een enkele soort. De lijst is gebaseerd op de Reptile Database.
- Soort Epacrophis boulengeri
- Soort Epacrophis drewesi
- Soort Epacrophis reticulatus
- Soort Epictia albifrons
- Soort Epictia albipuncta
- Soort Epictia alfredschmidti
- Soort Epictia amazonica
- Soort Epictia antoniogarciai
- Soort Epictia ater
- Soort Epictia australis
- Soort Epictia bakewelli
- Soort Epictia borapeliotes
- Soort Epictia clinorostris
- Soort Epictia columbi
- Soort Epictia diaplocia
- Soort Epictia fallax
- Soort Epictia goudotii
- Soort Epictia hobartsmithi
- Soort Epictia magnamaculata
- Soort Epictia martinezi
- Soort Epictia melanura
- Soort Epictia munoai
- Soort Epictia pauldwyeri
- Soort Epictia peruviana
- Soort Epictia phenops
- Soort Epictia resetari
- Soort Epictia rioignis
- Soort Epictia rubrolineata
- Soort Epictia rufidorsa
- Soort Epictia schneideri
- Soort Epictia septemlineata
- Soort Epictia signata
- Soort Epictia striatula
- Soort Epictia subcrotilla
- Soort Epictia teaguei
- Soort Epictia tenella
- Soort Epictia tesselata
- Soort Epictia tricolor
- Soort Epictia undecimstriata
- Soort Epictia unicolor
- Soort Epictia vanwallachi
- Soort Epictia vellardi
- Soort Epictia venegasi
- Soort Epictia vindumi
- Soort Epictia vonmayi
- Soort Epictia wynni
- Soort Habrophallos collaris
- Soort Leptotyphlops aethiopicus
- Soort Leptotyphlops conjunctus
- Soort Leptotyphlops distanti
- Soort Leptotyphlops emini
- Soort Leptotyphlops howelli
- Soort Leptotyphlops incognitus
- Soort Leptotyphlops jacobseni
- Soort Leptotyphlops kafubi
- Soort Leptotyphlops keniensis
- Soort Leptotyphlops latirostris
- Soort Leptotyphlops macrops
- Soort Leptotyphlops mbanjensis
- Soort Leptotyphlops merkeri
- Soort Leptotyphlops nigricans
- Soort Leptotyphlops nigroterminus
- Soort Leptotyphlops pembae
- Soort Leptotyphlops pitmani
- Soort Leptotyphlops pungwensis
- Soort Leptotyphlops scutifrons
- Soort Leptotyphlops sylvicolus
- Soort Leptotyphlops telloi
- Soort Mitophis asbolepis
- Soort Mitophis calypso
- Soort Mitophis leptepileptus
- Soort Mitophis pyrites
- Soort Myriopholis adleri
- Soort Myriopholis albiventer
- Soort Myriopholis algeriensis
- Soort Myriopholis blanfordi
- Soort Myriopholis boueti
- Soort Myriopholis braccianii
- Soort Myriopholis burii
- Soort Myriopholis cairi
- Soort Myriopholis erythraeus
- Soort Myriopholis filiformis
- Soort Myriopholis ionidesi
- Soort Myriopholis lanzai
- Soort Myriopholis longicauda
- Soort Myriopholis macrorhyncha
- Soort Myriopholis macrura
- Soort Myriopholis narirostris
- Soort Myriopholis nursii
- Soort Myriopholis occipitalis
- Soort Myriopholis parkeri
- Soort Myriopholis perreti
- Soort Myriopholis rouxestevae
- Soort Myriopholis tanae
- Soort Myriopholis wilsoni
- Soort Myriopholis yemenica
- Soort Namibiana gracilior
- Soort Namibiana labialis
- Soort Namibiana latifrons
- Soort Namibiana occidentalis
- Soort Namibiana rostrata
- Soort Rena boettgeri
- Soort Rena bressoni
- Soort Rena dissecta
- Soort Rena dugesii
- Soort Rena dulcis
- Soort Rena humilis
- Soort Rena iversoni
- Soort Rena maxima
- Soort Rena myopica
- Soort Rena segrega
- Soort Rena unguirostris
- Soort Rhinoguinea magna
- Soort Rhinoleptus koniagui
- Soort Siagonodon acutirostris
- Soort Siagonodon borrichianus
- Soort Siagonodon cupinensis
- Soort Siagonodon septemstriatus
- Soort Tetracheilostoma bilineatum
- Soort Tetracheilostoma breuili
- Soort Tetracheilostoma carlae
- Soort Tricheilostoma bicolor
- Soort Tricheilostoma broadleyi
- Soort Tricheilostoma dissimilis
- Soort Tricheilostoma greenwelli
- Soort Tricheilostoma kongoensis
- Soort Tricheilostoma sundewalli
- Soort Trilepida affinis
- Soort Trilepida anthracina
- Soort Trilepida brasiliensis
- Soort Trilepida brevissima
- Soort Trilepida dimidiata
- Soort Trilepida dugandi
- Soort Trilepida fuliginosa
- Soort Trilepida guayaquilensis
- Soort Trilepida jani
- Soort Trilepida joshuai
- Soort Trilepida koppesi
- Soort Trilepida macrolepis
- Soort Trilepida nicefori
- Soort Trilepida pastusa
- Soort Trilepida salgueiroi